# Акконд
Кондитерская фабрика «Акконд» — российское предприятие пищевой промышленности, одно из крупнейших промышленных предприятий Чувашии, на момент 2008 относится к числу крупнейших градообразующих предприятий Чебоксар.

## История
Фабрика пущена в августе 1943 года, вначале это было небольшое кустарное производство, которое выпускало в году 120—140 т продукции: конфеты «Киевская помадка», «Фруктовый грильяж», фруктовые пряники глазированные, шоколадный сахар, рулет ореховый, сироп, морсы.
В 1948 году установлено паровое оборудование и фабрика стала выпускать 500 т продукции в год. В период с 1967—1973 годов на фабрике введены новые участки производства вафель, отливных конфет, батончиков, механизирована линия карамели, выпуск готовой продукции выведен на уровень 4400 т в год.
В декабре 1992 года предприятие акционировано по программе приватизации, и получило современное наименование «Акконд» («Акционерный коллектив кондитеров»).
В августе 2001 года введена в эксплуатацию линия по производству сахарного печенья. В 2010 году вышло на чистую прибыль 694,7 млн руб. (против 630,5 млн руб. в 2009 году); доля компании на рынке Чувашии составляла 90 %, на общероссийском рынке — 1,9 %.
По состоянию на конец 2010-х годов выпускает более 400 наименований продукции, среди продукции — мягкая жевательная карамель (не производящаяся на других предприятиях России). Более 40 % продукции направляется на экспорт (Казахстан, Украина, Таджикистан, Греция, Германия, Китай, Канада и США).
Руководитель — Валерий Иванов (с 1987 года). Юридическое лицо, владеющее фабрикой, также владеет группой предприятий чувашской пищевой промышленности («Аккондмолоко», «Акконд-агро», «Акконд-хлеб» и рядом других).